# Meoneura vagans
Meoneura vagans (лат.) — вид двукрылых насекомых рода Meoneura из семейства Carnidae. Северная Евразия и Северная Америка.

## Описание
Мелкие мухи, длина около 1 мм, общая окраска чёрная, лоб тёмно-коричневый или чёрный, цвет крыльев — беловатый; жужжальца — беловато-жёлтые. Форма глаз округлая. Мухи встречаются на трупах и фекалиях животных, в гнёздах птиц. От близкого дальневосточного вида Meoneura amurensis (Амурская область) отличается строением гениталий самцов и цветом крыльев (у M. amurensis они коричневые). Щетинки головы тёмные. Крыло с короткой dm ячейкой. У самок развиты крылья и 1-5 стерниты брюшка. Ячейки cup и жилка A1+CuA2 отсутствуют. Вид был впервые описан в 1823 году шведским энтомологом Карлом Фредриком Фалленом (Carl Fredrik Fallén, 1764—1830) под оригинальным названием Agromyza vagans Fallén, 1823 по материалам из Швеции.